# El Nido, Palawan
El Nido (chính thức Đô thị El Nido) là một đô thị hạng 1 và là một khu vực được bảo vệ tài nguyên ở tỉnh Palawan của Philippines. Đô thị này toạ lạc khoảng 420 km về phía tây nam Manila, và khoảng 238 km về phía tây bắc của Puerto Princesa.
Đô thị này có diện tích đất 465,10  km² và nằm ở mũi cực bắc của đại lục Palawan, giáp với eo biển Linapacan về phía bắc, Biển Sulu về phía đông, và Biển Đông về phía tây. El Nido có 45 đảo nhỏ, với đỉnh cao nhất nằm ở đảo Cadlao với độ cao 640 mét trên mực nước biển.
Theo điều tra dân số năm 2007, đô thị này có dân số 30.249 người trong 6.311 hộ và có 18 barangay. 85% dân số sống ở các khu vực nông thôn.